# Гранд-Іль (Страсбург)
Гранд-Іль (фр. Grande Ile — Великий острів) — історичний центр Страсбурга, обмежений рукавами річки Іль. 1988 року Гранд-Іль було занесено до Списку культурної спадщини ЮНЕСКО завдяки неповторності його архітектурного ансамблю. Це був перший випадок для Франції, коли до списку світової культурної спадщини потрапив увесь центр міста.

## Визначні місця

### Страсбурзький собор

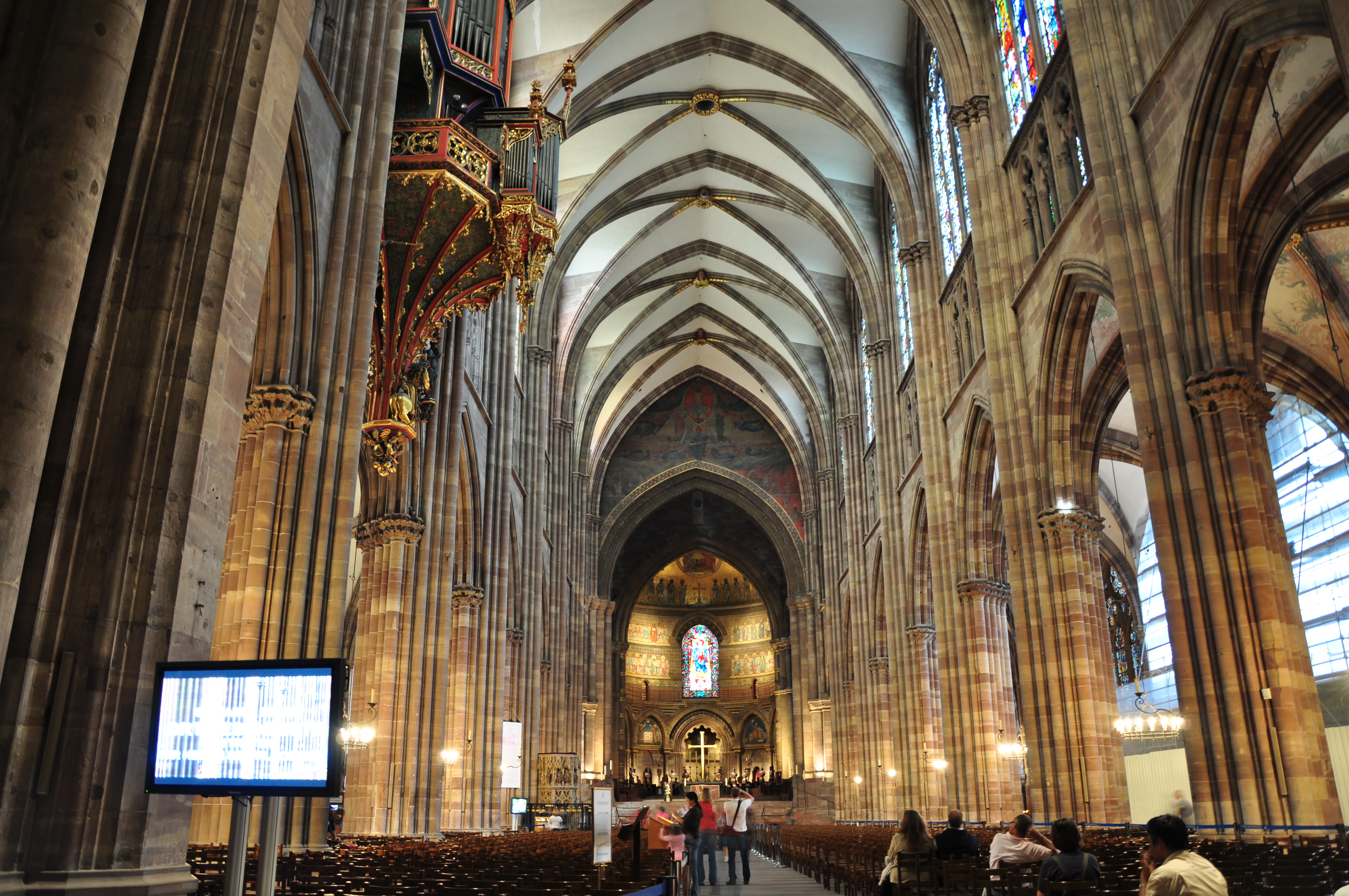
Нава Страсбурзького собору

Страсбурзький собор вважається шедевром готичного мистецтва. Перший камінь у фундамент будівлі було закладено 1015 року, а нинішній вигляд собору відноситься до 1439 року. Завдяки легкому та витонченому шпилю, що вознісся на висоту 142 метри, собор аж до XIX століття був найвищою християнською церквою. Фасад собору оздоблено сотнями скульптур, в інтер'єрі — вітражі XII–XIV століття, монументальний орган та астрономічний годинник, механізм якого датується 1842 роком.

### Палац Роганів
Палац Роганів є видатною пам'яткою архітектури епохи бароко. Саме тут розташовані три найважливіші музеї Страсбурга — археологічний, Музей декоративно-вжиткового мистецтва та Музей образотворчого мистецтва. Будівля має три верхні поверхи та один підвальний, де розмістився Археологічний музей. Палац Роганів розташований в центральній частині Страсбурга, поруч зі Страсбурзьким собором.

### Будинок Каммерцеля

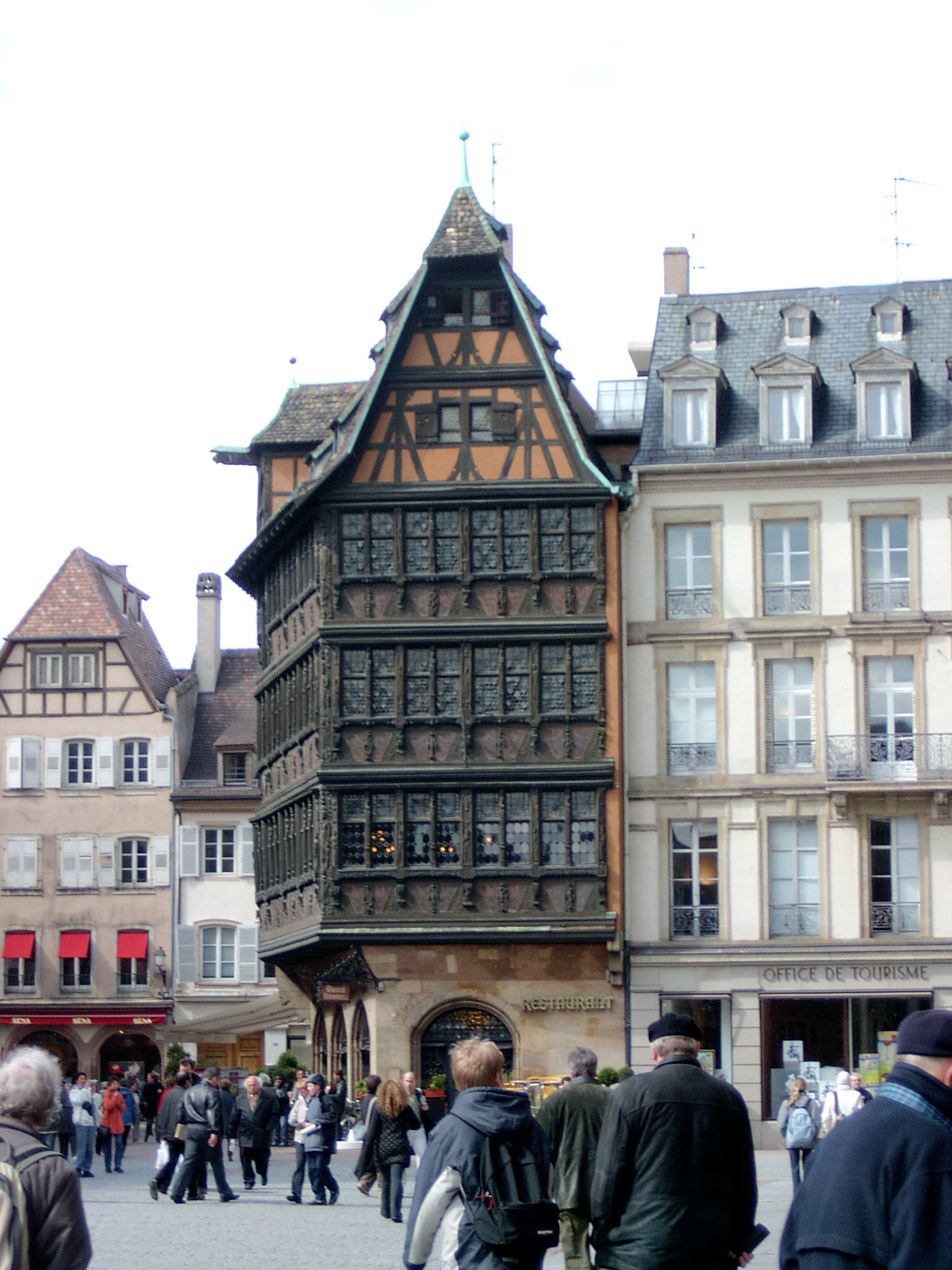
Будинок Каммерцеля

Будинок Каммерцеля (фр. Maison Kammerzell), перлина фахверкової архітектури, багато років служив купцям, які ще з XV століття під аркадами його кам'яного цокольного поверху тримали крамничку. Оздоблені вигадливим різьбленням фахверкові стіни верхніх поверхів датуються 1589 роком. Будинок Каммерцеля знаходиться в самому центрі міста, на соборній площі. Зараз на верхніх поверхах знаходиться невеликий готель, а в цокольному — ресторан.

### Криті мости

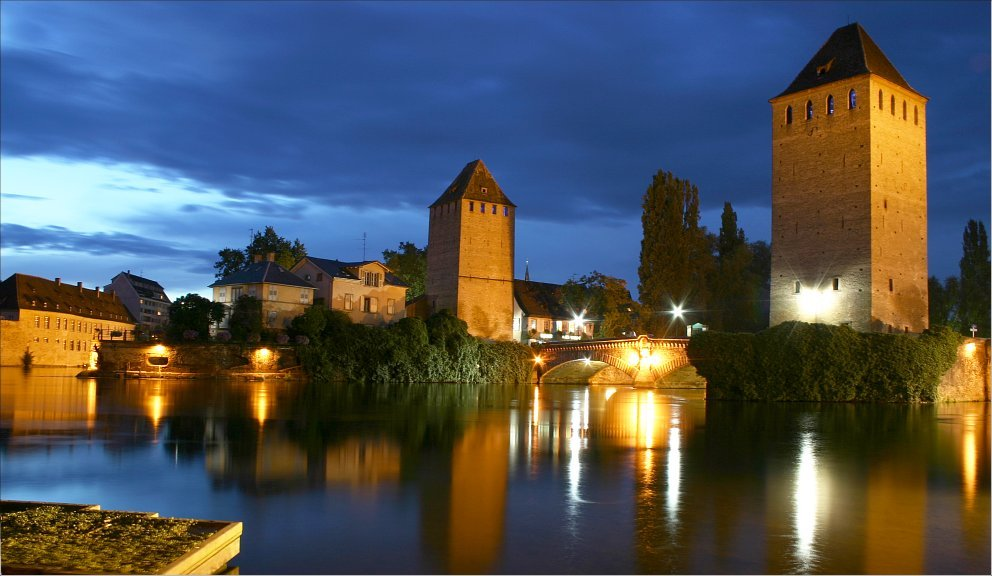
Криті мости

Криті мости (фр. Ponts couverts) — частина історичних укріплень міста. Ці мости з вежами, захищали рукави річки Іль. Мости було споруджено в XIII столітті. Пізніше вони зазнавали численних перебудов. Спочатку мости були скриті міцною дерев'яною покрівлею, звідки й походить їхня назва, однак 1784 року покрівлю було розібрано, оскільки до того часу споруди повністю втратили своє оборонне значення. Нині являють собою ряд мостів (самі мости 1865 року повністю перебудовано в камені) і чотири квадратних в плані вежі міських укріплень. Дві центральні вежі біля основи оточені укріпленнями бастіонного типу. Панорама Страсбурга, що відкривається на криті мости вважається однією з найефектніших у місті; поряд зі Страсбурзьким собором це улюблений сюжет фотознімків. Мальовничий вид на криті мости та розташований за ними центр міста відкривається з панорамного майданчика на так званій «дамбі Вобана» (фр. Barrage Vauban).

### Мала Франція
На острові Гранд-Іль знаходиться історичний квартал Мала Франція (фр. Petite France), назва якого походить не від назви країни, а від хвороби сифіліс, відомої в той час як «французька хвороба» (фр. le mal français). Саме тут ще в XV столітті було споруджено госпіс для хворих на сифіліс солдатів, що поверталися з Італійської кампанії. Раніше в цьому кварталі також містилися численні лимарські майстерні.
Зараз цей мальовничий квартал приваблює туристів багатьма ресторанами. Квартал перетинають чотири канали: Zornmühle, Dinsenmühle, Spitzmühle та Навігаційний канал. Тут збереглося багато давніх фахверкових будинків, найвідомішим з яких є «Дім лимарів» (Maison des Tanneurs).
Тут розташовані також Церква Святого Мартина та Методистська церква Сіону. На заході квартал виходить до Критих мостів та дамби Вобана.

### Стара митниця

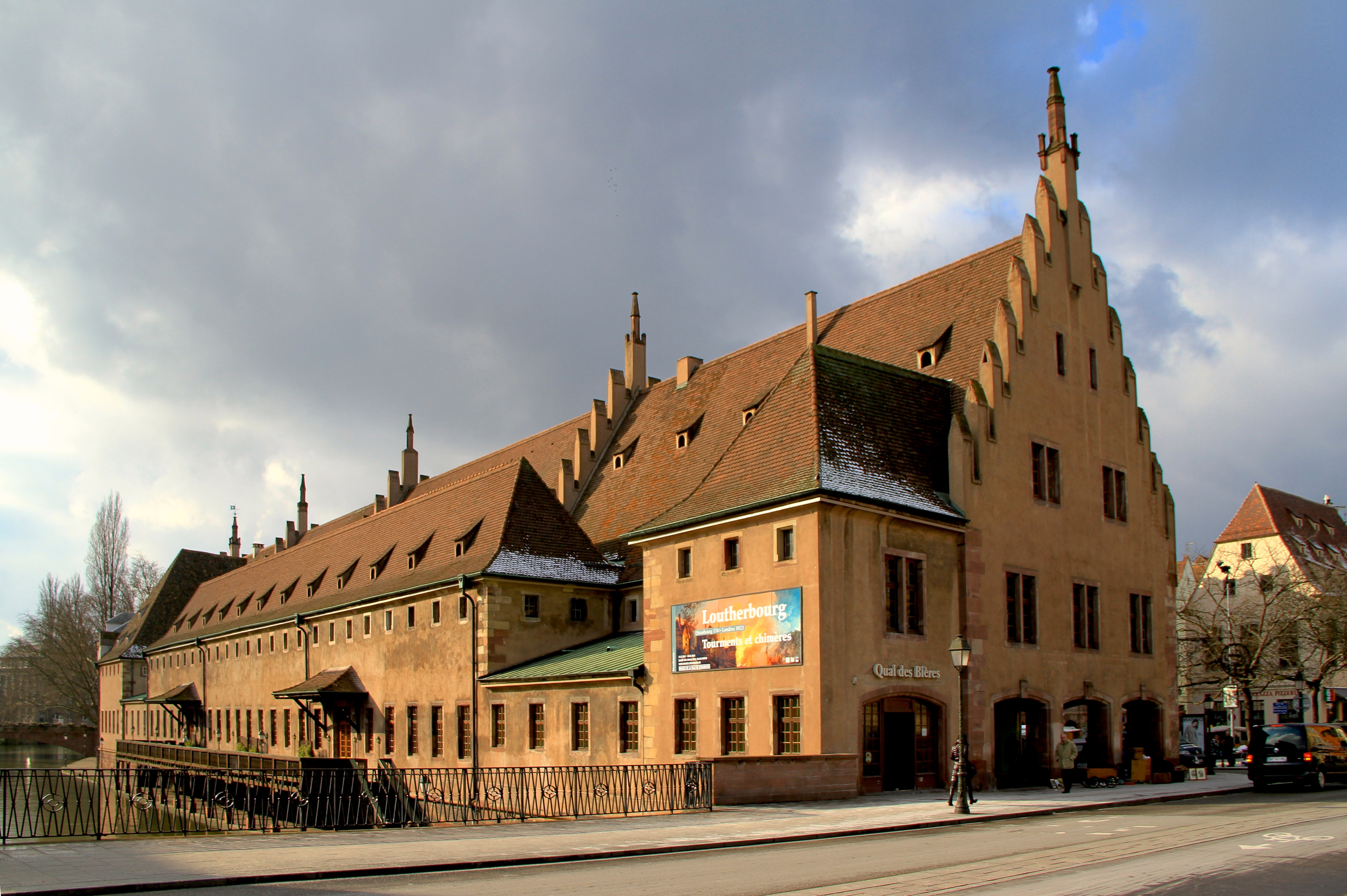
Стара митниця в Страсбурзі

Будівля старої митниці, що була споруджена 1358 року (реконструкція 1962/1965 років), розташована неподалік від площі Корбо та Історичного музею Страсбурга. Митницю було споруджено з ініціативи корпорації Якоря, що об'єднувала власників річкових суден. У середньовіччі й пізніше річкова торгівля була визначальним фактором для економічного розвитку Страсбурга. У митниці визначалися митні тарифи, проводився контроль та складування товару. Будівля митниці зазнала істотних руйнувань під час Другої світової війни й була відбудована лише в 1962–1965 роках.